# Walter Weschke
John Erik Walter Weschke, född 8 oktober 1943 i Göteborgs Annedals församling, död 21 oktober 2013 i Partille, var en svensk målare.
Weschke studerade målning vid Valands målarskola i Göteborg. Tillsammans med Arvid Herbert ställde han ut i Vara och separat ställde han bland annat ut i Mölndal. Hans konst består av färgromantiska stilleben och landskapsskildringar.